# Электронное голосование
Электро́нное голосова́ние — термин, определяющий различные виды голосования, охватывающий как электронные средства голосования (электронная демократия), так и технические электронные средства подсчёта голосов. Разновидностями электронного голосования являются Интернет-выборы и телефонный сервис телеголосование.
Технологии электронного голосования могут включать в себя перфокарты, системы оптического сканирования и специализированные терминалы для голосования. Они также могут включать передачу избирательных бюллетеней и голосов по телефону, частным компьютерным сетям или через Интернет.
Технология электронного голосования позволяет ускорить процесс подсчёта голосов, а также упростить голосование людям с ограниченными возможностями. Но в настоящее время ведутся споры о том, что электронное голосование может быть подвержено нарушениям (большим, чем при традиционных системах голосования).

## Технологии
Устройства подсчёта голосов
Системы электронного подсчёта голосов применяются на выборах с 1960-х годов, с тех пор, как появились перфокарты.
Более новая система оптического сканирования может считывать с бюллетеня отметку, поставленную избирателем.
Системы прямой записи голосов, накапливающие голоса на одном устройстве, используются повсеместно в Бразилии, также достаточно широко распространены в Индии, Нидерландах, Венесуэле и США.
Системы Интернет-голосования завоевали популярность и используются в правительственных выборах и референдумах в Великобритании, Эстонии и Швейцарии, а также муниципальных выборах в Канаде и партийных выборах в США и Франции.
Устройства заполнения
Существуют системы, включающие в себя и устройство заполнения электронного бюллетеня (сенсорный экран, либо сканер штрих-кода). Также они, зачастую, оснащены дополнительным вспомогательным устройством для распечатки бумажной копии бюллетеня либо квитанции о голосовании.
Хранение и подсчёт голосов при этом происходит на отдельном устройстве.

### Электронные системы голосования с использованием бумажных носителей
Обычная бумажная система голосования подразумевает использование бумажных бюллетеней или бумажных лент для голосования и ручной подсчёт голосов, с появлением электронных таблиц появились системы, в которых бюллетени заполняются вручную, а подсчитываются электронным способом (системы голосования с помощью перфокарт, системы считывания меток, а позднее и системы с использованием цифрового пера).
Примеры: СИБ-97, СИБ-2000; КОИБ-2003, КОИБ-2010; КЭГ

### Система голосования с прямой записью
Система голосования с прямой записью осуществляет сбор голосов путём предоставления механических или электрооптических компонентов (как правило, кнопки или сенсорные экраны), которые могут быть использованы избирателем. Информация о голосах накапливается на специальных носителях; после голосования она сводится в таблицы, хранимые на съёмных носителях, а также может быть распечатана.
Также система может передавать итоги в центр голосования для сверки и подсчёта.
Примеры: Электронная система голосования в Государственной Думе

### Системы голосования, использующие публичные сети
Это системы голосования, использующие и электронные бюллетени, и передающие информацию о голосах с мест голосования по открытым компьютерным сетям. Информация может передаваться после каждого голоса, периодически в виде набора голосов, либо один раз по окончании голосования. Таким образом организованы Интернет-голосования и телефонные голосования. В подобных системах может использоваться как подсчёт голосов на месте голосования, так и централизованный подсчёт.
Компании и организации обычно используют Интернет-голосования для выборов должностных лиц и членов Совета, а также для других внутренних выборов.
Системы Интернет-голосования широко используются в США, Великобритании, Ирландии, Швейцарии и Эстонии. 
В Швейцарии, где такие системы являются установленной формой местных выборов, избиратели получают свои личные пароли для доступа к голосованию по почте[уточнить]. 
Большинство избирателей в Эстонии могут проголосовать на парламентских или местных выборах через Интернет. Это возможно благодаря тому, что большинство эстонцев имеют идентификационные карточки с микрочипами, которые могут быть прочитаны на компьютере (см. Эстонская ID-карта), и с помощью этих карточек они получают доступ к системе электронного голосования. Всё, что нужно, это — подобная карточка, компьютер, подключённый к Интернет, и считывающее устройство — и избиратель может проголосовать из любой точки мира.

### Системы интерактивного голосования
Данные системы для сбора результатов используют пульты для голосования. Данные пульты обычно напоминают пульт от телевизора или калькулятор; форм-фактор пультов зависит от компании производителя и поставщика услуг.
Сигнал с данных пультов поступает на принимающую базовую станцию, которая подключена к компьютеру с установленным специальным программным обеспечением. На этом компьютере обрабатываются результаты голосования и выводятся на экран.
Вывод результатов голосования возможен как на экран проектора или плазменную панель в виде слайдов презентации MS PowerPoint, так и в виде отчёта в файл с расширением .xls (MS Excel).
Преимущества данной системы перед другими средствами подсчета являются:
- возможность выводить результаты голосования сразу после окончания голосования, с задержкой не более 1—2 секунд;
- отображать ход голосования в реальном времени;
- все пульты имеют уникальный индивидуальный номер, что позволяет использовать данную систему в качестве инструмента для выявления победителей в различных викторинах;
- так как пульты имеют уникальные номера, то исключается возможность подтасовки результатов по ходу голосования;

Возможности данной системы:
- Простой опрос — простой опрос участников голосования об их мнении.
- Викторина — тестирование, которое подразумевает один или более правильных ответов. За каждый ответ возможно начисление балов.
- Голосование — голосование по принципу «За / Против / Воздержался».

## Анализ систем электронного голосования
Системы электронного голосования могут быть использованы на любой стадии создания, распространения, голосования, сбора и подсчёта голосов, предоставляя при этом определённые преимущества[какие?]. Недостатки при этом также имеют место из-за ошибок и недочётов электронных компонентов.
Чарльз Стюарт из Массачусетского технологического института заявил, что в 2004 году было подсчитано[где?] на 1 млн голосов больше по сравнению с 2000 года из-за того, что электронные системы исключают возможность пропуска голосов, в отличие от механических систем подсчёта.
В мае 2004 года Отдел правительственного учёта США опубликовал отчёт под названием «Преимущества и текущие задачи электронного голосования», в котором были проанализированы преимущества и проблемы электронного голосования. Второй отчёт под названием «Работы по улучшению безопасности и надёжности систем электронного голосования», опубликованный в сентябре 2005 года, описывал некоторые проблемы электронного голосования и предстоящие улучшения.
В отчете было показано, что системы электронного голосования становятся всё более сложными, включающими в себя программное обеспечение, поэтому возможны различные виды нарушений. Также говорилось, что поскольку избиратели не могут как-либо подтвердить свой голос, то таким системам нельзя доверять. С другой стороны, некоторые ИТ-специалисты говорят, что нельзя доверять любой программе, автором которой ты не являешься.
Критики электронного голосования, в том числе и Брюс Шнайер, указывают, что «устройства электронного голосования должны быть оборудованы системой, с помощью которой избиратель мог подтвердить свой выбор на бумаге… ПО должно быть открыто для всеобщего исследования», чтобы убедиться в корректности работы. Бумажное подтверждение необходимо из-за того, что компьютеры могут сбоить, а устройства для голосования могут быть подвержены уязвимостям.

### Электронные бюллетени
Системы электронного голосования могут использовать электронные бюллетени для хранения голосов в памяти компьютера. При этом отпадает необходимость затрат на печать бюллетеней. При проведении выборов, в которых бюллетени должны быть на нескольких языках, электронная система может быть настроена на использование многоязычных бюллетеней на одном и том же устройстве. Такая возможность является уникальной для электронных голосований. Нет нужды рассчитывать, сколько бюллетеней на каждом языке необходимо поставить в каждый избирательный пункт.
Критики же говорят, что проблему распределения бюллетеней на разных языках по избирательным участкам можно решить путём печати бюллетеней прямо на месте. Также они утверждают, что проверка качества ПО, аппаратного обеспечения, проверка качества установки и настройки систем являются сложными и дорогостоящими, и нет гарантии, что электронные бюллетени будут менее дорогостоящими, чем печать бумажных бюллетеней.

### Доступность
Системы электронного голосования вполне доступны людям с ограниченными возможностями. Системы, использующие перфокарты, и системы сканирования недоступны людям с недостатками зрения. Кнопочные системы могут вызывать трудности для людей, ограниченных в движениях. Электронные же системы могут использовать наушники, педали, джойстики и другие приспособления для обеспечения доступности.
Некоторые организации подвергают критике доступность электронных систем и предлагают альтернативу. Некоторые недееспособные избиратели (например слепые) могут использовать тактильные системы, специальным образом помечающие места, в которых нужно поставить отметку. Но в то же время люди с ограниченными двигательными функциями подобные системы использовать не в состоянии.

### Криптографическая защита
Системы электронного голосования позволяют избирателям подтвердить свои голоса с помощью математических вычислений. Такие системы снижают вероятность записи некорректного голоса.
Одним из способов является использование цифровой подписи. При стандартном её использовании можно гарантировать надёжность и точность проведения голосования, но нельзя гарантировать анонимность, что даёт возможность запугивания или подкупа избирателя. Но если использовать алгоритм прослеживаемой кольцевой подписи, то можно обеспечить анонимность голоса и при этом гарантировать отсутствие двойного голосования с применением одного и того же секретного ключа.
Некоторые криптографические решения позволяют избирателю самому подтверждать правильность выбора, не прибегая к услугам третьей стороны. Каждый голос может быть помечен случайным образом сгенерированным идентификатором сессии, что позволяет избирателю проверить, что его голос был правильно учтён, с помощью общедоступной системы наблюдения за голосованием.

### Намерения избирателей
Системы электронного голосования могут обеспечивать обратную связь с избирателем для выявления таких проблем, как недостаточное или превышенное количество голосов, которые могут привести к порче бюллетеня. Немедленная обратная связь может быть полезной для уточнения намерений избирателя.

### Аудит
Основная проблема с любым устройством для голосования — убедиться в том, что голоса правильно учтены и записаны. Она часто решается с помощью независимой системы аудита, также называемой «независимым подтверждением». Такие системы включают в себя возможность проверки избирателями, как их голоса были подсчитаны.
Для убеждения избирателей в правильности подсчёта голосов, предотвращения сбоев или мошенничества и проведения аудита, существует множество технологий. Некоторые системы используют криптографию, бумажное подтверждение, аудиоконтроль, а также технологию двойной записи (на электронный носитель и бумагу).
Профессор Ребекка Меркьюри, создатель концепции VVPAT (аудит по заверенным избирателями бумажным бюллетеням), обосновывает эффективность распечатывания бумажного бюллетеня с целью дальнейшего его подтверждения избирателем перед окончательным учётом (впоследствии этот метод стали называть «Метод Меркьюри»). Чтобы быть окончательно подтверждённым, голос должен быть подтверждён избирателем без использования визуальных или аудиосредств. Если избиратель вынужден использовать, например, сканер штрих-кода для того, чтобы подтвердить свой выбор, то такой голос не может считаться действительно подтверждённым, так как по сути подтверждает не сам избиратель, а электронное устройство.
Системы голосования со сквозным аудитом выдают избирателям подписанные квитанции, которые можно забрать домой. Такие квитанции не позволяют узнать, как именно проголосовал избиратель, но позволяют проверить, что голос был учтён, узнать общее количество голосов и результаты голосования.
Системы, позволяющие посторонним узнать, как именно проголосовал избиратель, никогда не использовались на государственных выборах, и были объявлены незаконными. Основная причина этого решения — возможность запугивать избирателей и покупать их голоса.
Также системы аудита могут использоваться для обнаружения неполадок оборудования и случаев мошенничества. В случае использования системы VVPAT, бумажный бюллетень является основным документом, а электронные голоса используются только для предварительного подсчёта.
Для успешного аудита устройства для голосования необходима целая последовательность мероприятий.

### Аппаратное обеспечение
Неправильное обеспечение безопасности аппаратной части может привести к серьёзным проблемам. Постороннее оборудование может быть внедрено внутрь устройства для голосования или между пользователем и устройством недобросовестным обслуживающим персоналом, так что даже опечатывание устройства не всегда помогает.

### Программное обеспечение
Специалисты по безопасности, например Брюс Шнайер, считают, что исходный код программного обеспечения, использующегося в устройствах для голосования, должен быть открыт для публичного изучения. Другие призывают к тому, чтобы программное обеспечение создавалось и распространялось как свободное.

### Тестирование и сертификация
Одним из методов выявления ошибок является параллельное тестирование, проводящееся в день выборов с произвольно выбранными устройствами. Так, на президентских выборах в США 2000 года неправильно были учтены только в среднем 2 голоса по каждому избирательному округу.

### Прочее
Поток критики можно уменьшить проведением осмотров и проверок с целью выявления мошеннического аппаратного и программного обеспечения, а также проведением комплекса мер по предотвращению его внедрения.
Достоинствами систем электронного голосования являются небольшое время подсчёта голосов и увеличение явки избирателей, особенно при проведении интернет-голосований.
Критики также говорят о том, что при проведении дистанционного голосования очень сложно или невозможно идентифицировать избирателя, поэтому такие голосования сильно уязвимы.
До сих пор неясно, меньше ли общая стоимость электронных систем голосования стоимости иных систем.

### Риски и правовые проблемы
С электронным голосованием связывают риски и правовые проблемы:
- Нарушение принципа личного голосования и свободы волеизъявления в процессе дистанционного голосования. Сложно определить, кто именно голосует. Кроме того, на голосующего в момент голосования может оказываться административное давление или иной контроль.
- Нарушение принципа гласности избирательного процесса на отдельных этапах.
- Нарушение тайны голосования. Система может предоставлять возможность деанонимизации поданного голоса, в том числе через фиксацию времени голосования.
- Сбои в работе информационной системы дистанционного голосования, выход из строя сервисов или какого-либо потенциально неправомерного воздействия на них. Данный риск усугубляется ограниченным временем, отведённым для голосования, а также участием нескольких различных субъектов, ответственных за корректность работы системы.
- Сознательное искажение результатов голосования.

## В Эстонии
С 2000 года правительство Эстонии перешло к безбумажным заседаниям кабинета министров, пользуясь электронной сетью документации в Интернете. С 2000 года в Эстонии можно подавать налоговые декларации электронным путём. В связи с осуществлением в Эстонии проекта «прыжок тигра» и как следствие создание электронного государства e-Estonia, развития технологий ID-карт, цифровой подписи в Эстонии и электронной демократии в начале 2001 года возникла идея проведения интернет-выборов в Эстонии. Она быстро приобрела популярность среди глав коалиционного правительства государства.
Реализация проекта пришлась на выборы органов местных самоуправлений в октябре 2005 года, когда Эстония стала первой страной в мире, которая легально провела голосование через Интернет как одно из средств подачи голосов. Система выдержала реальные испытания и была признана успешной. В 2007 году Эстония стала первой в мире страной, предоставившей своим избирателям возможность голосовать через Интернет на парламентских выборах. На прошедших парламентских выборах 2019 года в Эстонии через интернет были поданы рекордные 247 232 голоса, 43,8 % от общего числа. На прошедших парламентских выборах 2023 года в Эстонии через интернет были поданы рекордные 313 510 голосов, 51,1 % от общего числа.

## В России
В декабре 2011 года на выборах в Госдуму системами КЭГ (комплекс электронного голосования) были оснащены 320 участков.
На президентских выборах в России в марте 2012 года комплексы электронного голосования применялись на 337 избирательных участков в семи субъектах Федерации (всего 311 КЭГов, из них 146 были в Татарстане, остальные были установлены в Кабардино-Балкарии, Мурманской и Томской областях, республиках Коми, Марий Эл, Хакасии, Чечне), а также за границей — в Латвии, Германии, Казахстане (на Байконуре) и Польше.
27 февраля 2019 года в Госдуму был внесен законопроект о создании в Москве цифровых участков для голосования на выборах в субъектах России. Как говорится в пояснительной записке к проекту, «при проведении дополнительных выборов депутатов Государственной думы Федерального собрания Российской Федерации, а также ряда региональных выборов избиратели, находящиеся в день голосования на выборах за пределами избирательного округа, в котором они обладают активным избирательным правом, смогут реализовать его путём голосования на цифровых участках».
8 сентября 2019 года на выборах в Московскую городскую думу VII созыва, впервые провели дистанционное электронное голосование в России. Федеральный законопроект «О проведении эксперимента по организации и осуществлению дистанционного электронного голосования на выборах депутатов Московской городской Думы седьмого созыва» был внесён в Государственную Думу РФ депутатами от «Единой России» и ЛДПР 26 февраля 2019 года. 29 мая 2019 года закон уже был подписан президентом и официально опубликован. Организацией эксперимента занимался Департамент информационных технологий Москвы, активное участие принял заместитель председателя Общественной палаты Алексей Венедиктов. Электронное голосование было проведено на официальном сайте мэрии Москвы. Результаты эксперимента признаны экспертным сообществом, наблюдателями и политической оппозицией спорными. В 30 избирательном округе (Чертаново Центральное, Чертаново Южное) были зафиксированы аномальные результаты. Несмотря на то, что на обычных участках победил независимый кандидат Роман Юнеман, по итогам дистанционного электронного голосования мандат достался административному кандидату Маргарите Русецкой. Команда Романа Юнемана вместе с экспертами подготовила доклад «Электронное голосование на выборах в Мосгордуму в 2019 году. Гибридный админресурс на службе исполнительной власти» и представила его на презентации 12 декабря 2019 года. Докладу посвящён сайт «Электронное голосование. Риски и уязвимости».
Согласно данным опроса ВЦИОМ от 11 ноября 2019 года по цифровому голосованию в России, 76 % опрошенных в возрасте до 24 лет, 65 % — в возрасте 25-34 лет и 56 % — в возрасте от 35 до 44 лет выступают за сбора подписей при выдвижении кандидатов в электронной форме. Правовое оформление таких нововведений могло бы способствовать демократизации и прозрачности избирательного процесса, повышению доверия граждан к избирательной системе.

## Известные проблемы
- 2000 год, Калифорния — проблемы с системами электронного голосования во Флориде во время президентских выборов.
- 2 марта 2004 года, Калифорния — неправильно настроенный сканер отметок пропустил 6692 пустых бюллетеня во время президентских выборов.
- 2 марта 2004 года, Калифорния — устройства PES TSx не позволили большому количеству избирателей исполнить свой долг из-за неисправных считывателей электронных карт для голосования.
- 30 октября 2006 года — в Нидерландах была отозвана лицензия на 1187 устройств из-за того, что они позволяли подслушивать за процессом голосования с расстояния до 40 метров.
- Октябрь 2006 года — на выборах в Майами, из-за неправильной калибровки сенсорного экрана три голоса были учтены как голоса за демократов, хотя отображались как голоса за республиканцев.
- Устройства AccuVote-TSx были изучены группой учёных из университета Принстона. Они показали, что на эти машины может быть установлено мошенническое ПО менее чем за минуту. Также, учёные обнаружили, что эти устройства могут передавать друг другу компьютерные вирусы во время сеансов связи до или после выборов.
- 8 сентября 2019 года на выборах в Мосгордуму из-за технических сбоев система дистанционного электронного голосования не работала треть времени.

## В кино
- В фильме «Человек года» (2006) герой Робина Уильямса выигрывает президентские выборы благодаря ошибке во время подсчёта голосов на электронном устройстве.
- Документальный фильм «Взламывая демократию» (2006) запечатлел аномалии и нарушения в работе электронных систем для голосования, произошедшие с 2000 по 2004 год, особенно во Флориде.
- Документальный фильм «Неучтённый» (2008) показал проблемы АО и ПО устройств Diebold.
- В начале одного из хэллоуинских спецвыпусков (Treehouse of Horror XIX) мультсериала «Симпсоны» отображена сцена, в которой Гомер Симпсон в ходе президентских выборов США за 2008 год, используя терминал с сенсорным экраном, пытается проголосовать за Барака Обаму, однако все шесть раз автомат засчитывает голос в пользу Джона Маккейна. Когда Гомер понял в чём тут дело, автомат убил его, засосав внутрь себя и «выплюнув», после чего Джаспер Бердли наклеил на голову лежащего на полу тела наклейку «Я проголосовал!»[22]
- В сериале «Герои» влиятельный преступник Линдерман помогает выиграть выборы Нейтану Петрелли при помощи мальчика, управляющего электронными устройствами через прикосновение.